# DJ 조이
DJ 조이(1986년 1월 6일 ~)는 대한민국의 뮤지컬 배우, DJ다. 2016년에는 싱글 [위풍당당]으로 가수로도 데뷔했으며, 현재 화장품 전문기업 LYS의 공동대표를 맡고 있다.

## 방송
- HEADLINER (2015) - Top6

## 음반
- Korea Bounce Generation (2014)
- Korean Bounce Generation (2014)
- Flying Dragon (2015)
- hunger game (2015)
- 위풍당당 (2016)

## 공연
- 위대한 캣츠비 (2010)
- 코러스라인 (2010)
- 오 마이 러브 (2014)
- 월드DJ페스티벌 (2015)
- 2015 남해 뮤직 페스티벌 비키니 앤 탑 (2015)
- 빅버드 뮤직페스티벌 (2015)
- 헤드라이너 페스티벌 (2015)
- 2016 드림콘서트 (2016)